# Reginald Fielding
Reginald "Reggie" Fielding, född den 4 september 1909 i London, död den 25 november 1983 i Toronto, var en kanadensisk bancyklist som specialicerade sig på sexdagarslopp, av vilka han vann sex (alla i Kanada eller USA) på 1930-talet.

## Meriter
| 1929/1930 2:a i Montréals sexdagars (apr.) med Albert Crossley 1930/1931 2:a i Vancouvers sexdagars (jul.) med Henri Lepage 2:a i Montréals sexdagars (okt./nov.) med William Peden 3:a i Montréals sexdagars (apr.) med Harvey Black 1931/1932 Vinnare av Torontos sexdagars (maj) med William Peden 3:a i Montréals sexdagars (apr.) med Xavier Van Slembroek 1932/1933 Vinnare av Montréals sexdagars (okt.) med William Peden 3:a i Torontos sexdagars (apr./maj) med Harry Horan | 1933/1934 3:a i Torontos sexdagars (maj) med Laurent Gadou 1934/1935 Vinnare av Torontos sexdagars (okt./nov.) med Fred Ottovaire och Jimmy Walthour Vinnare av Minneapolis sexdagars (dec.) med Heinz Vopel och Piet van Kempen Vinnare av Oaklands sexdagars (jun.) med Jules Audy 3:a i Pittsburghs sexdagars (apr.) med Fred Ottevaire 3:a i Torontos sexdagars (maj) med Fred Ottevaire 1935/1936 Vinnare av Minneapolis sexdagars (feb.) med Henri Lepage 1937/1938 3:a i Torontos sexdagars (sep./okt.) med Albert Crossley |